# Cthulhu vaknar
Cthulhu vaknar (originaltitel, engelska: The Call of Cthulhu, "Cthulhu:s kall") är en skräcknovell av den amerikanske författaren H.P. Lovecraft, skriven sommaren 1926 och först utgiven i februariupplagan 1928 av den amerikanska science fiction- och skräcktidskriften Weird Tales.
Novellen är huvudsakligen en omarbetning av den tidigare novellen Dagon (1919) och blev stilbildande för Lovecrafts Cthulhumytologi. Den har översatts till svenska flera gånger.